# MARC2
La proteína 2 que contiene el dominio MOSC, mitocondrial es una proteína que en humanos está codificada por el gen MOSC2.